# Phần mềm dạng dịch vụ
Phần mềm dạng dịch vụ (SaaS /sæs/ ) là mô hình cấp phép và phân phối phần mềm trong đó phần mềm được cấp phép trên cơ sở đăng ký và được lưu trữ tập trung. Đôi khi nó được gọi là "phần mềm theo yêu cầu" và trước đây được gọi là "phần mềm cộng với dịch vụ" của Microsoft. SaaS thường được truy cập bởi người dùng sử dụng máy thin client, ví dụ: thông qua trình duyệt web. SaaS đã trở thành mô hình phân phối phổ biến cho nhiều ứng dụng kinh doanh, bao gồm phần mềm văn phòng, phần mềm nhắn tin, phần mềm xử lý bảng lương, phần mềm DBMS, phần mềm quản lý, phần mềm CAD, phần mềm phát triển, trò chơi ảo hóa, kế toán, cộng tác, quản lý quan hệ khách hàng (CRM), Hệ thống thông tin quản lý (MIS), lập kế hoạch nguồn lực doanh nghiệp (ERP), lập hóa đơn, quản lý nguồn nhân lực (HRM), mua lại nhân tài, hệ thống quản lý học tập, quản lý nội dung (CM), Hệ thống thông tin địa lý (GIS) và quản lý bàn dịch vụ. SaaS đã được đưa vào chiến lược của gần như tất cả các công ty phần mềm doanh nghiệp hàng đầu.
Theo ước tính của Gartner, doanh số SaaS năm 2018 dự kiến sẽ tăng 23% lên 72 tỷ USD.
Các ứng dụng SaaS còn được gọi là phần mềm dựa trên web, phần mềm theo yêu cầu và phần mềm được lưu trữ.
Thuật ngữ "Phần mềm dạng dịch vụ" (SaaS) được coi là một phần của danh pháp điện toán đám mây, cùng với Cơ sở hạ tầng dạng Dịch vụ (IaaS), Nền tảng dạng Dịch vụ (PaaS), Máy tính để bàn dạng Dịch vụ (DaaS), phần mềm được quản lý dạng dịch vụ (MSaaS), phụ trợ di động dạng dịch vụ (MBaaS) và quản lý công nghệ thông tin dưới dạng dịch vụ (ITMaaS).

## Lịch sử
Lưu trữ tập trung của các ứng dụng kinh doanh có từ những năm 1960. Bắt đầu từ thập kỷ đó, IBM và các nhà cung cấp máy tính lớn khác đã tiến hành một doanh nghiệp dịch vụ, thường được gọi là chia sẻ thời gian hoặc tính toán tiện ích. Các dịch vụ này bao gồm cung cấp sức mạnh tính toán và lưu trữ cơ sở dữ liệu cho các ngân hàng và các tổ chức lớn khác từ các trung tâm dữ liệu trên toàn thế giới của họ. 
Sự mở rộng của Internet trong những năm 1990 đã mang lại một lớp điện toán tập trung mới, được gọi là Nhà cung cấp dịch vụ ứng dụng (ASP). ASP cung cấp cho các doanh nghiệp dịch vụ lưu trữ và quản lý các ứng dụng kinh doanh chuyên biệt, với mục tiêu giảm chi phí thông qua quản trị trung tâm và thông qua chuyên môn hóa của nhà cung cấp giải pháp trong một ứng dụng kinh doanh cụ thể. Hai trong số những người tiên phong trên thế giới và các tổ chức ASP lớn nhất là USI, có trụ sở tại khu vực Washington, DC và Futurelink Corporation, có trụ sở tại Irvine, California.
Phần mềm như một Dịch vụ về cơ bản mở rộng ý tưởng của mô hình ASP. Tuy nhiên, thuật ngữ Phần mềm dưới dạng Dịch vụ (SaaS) thường được sử dụng trong các cài đặt cụ thể hơn:
- Trong khi hầu hết các ASP ban đầu tập trung vào việc quản lý và lưu trữ phần mềm của các nhà cung cấp phần mềm độc lập bên thứ ba, Tính đến  năm 2012 Các nhà cung cấp SaaS thường phát triển và quản lý phần mềm của riêng họ.
- Trong khi nhiều ASP ban đầu cung cấp nhiều ứng dụng máy chủ-máy khách truyền thống hơn, yêu cầu cài đặt phần mềm trên máy tính cá nhân của người dùng, các giải pháp SaaS ngày nay chủ yếu dựa vào Web và chỉ yêu cầu trình duyệt web sử dụng.
- Trong khi đó, kiến trúc phần mềm được sử dụng bởi hầu hết các ASP ban đầu được ủy quyền duy trì một phiên bản ứng dụng riêng cho từng doanh nghiệp, Tính đến  năm 2012 Các giải pháp SaaS thường sử dụng kiến trúc đa tầng, trong đó ứng dụng phục vụ nhiều doanh nghiệp và người dùng và phân vùng dữ liệu của nó theo đó.

Từ viết tắt được cho là lần đầu tiên xuất hiện trong một bài báo có tên "Chiến lược nền tảng: Phần mềm là dịch vụ", được xuất bản nội bộ vào tháng 2 năm 2001 bởi Bộ phận kinh doanh điện tử của Hiệp hội công nghiệp thông tin và phần mềm (SIIA).
DbaaS (Cơ sở dữ liệu dạng dịch vụ) đã nổi lên như một phân loại phụ của SaaS.

## Phân phối
Mô hình đám mây (hoặc SaaS) không có nhu cầu vật lý để phân phối gián tiếp vì nó không được phân phối vật lý và được triển khai gần như ngay lập tức, do đó phủ nhận nhu cầu đối tác và người trung gian truyền thống. Tuy nhiên, khi thị trường phát triển, SaaS và những người dùng dịch vụ được quản lý đã buộc phải cố gắng xác định lại vai trò của họ.

## Giá cả
Không giống như phần mềm truyền thống, thường được bán dưới dạng giấy phép vĩnh viễn với chi phí trả trước (và phí hỗ trợ liên tục tùy chọn), các nhà cung cấp SaaS thường định giá các ứng dụng sử dụng phí đăng ký, phổ biến nhất là phí hàng tháng hoặc phí hàng năm. Do đó, chi phí thiết lập ban đầu cho SaaS thường thấp hơn so với phần mềm doanh nghiệp tương đương. Các nhà cung cấp SaaS thường định giá các ứng dụng của họ dựa trên một số thông số sử dụng, chẳng hạn như số lượng người dùng sử dụng ứng dụng. Tuy nhiên, vì trong môi trường SaaS, dữ liệu của khách hàng cư trú với nhà cung cấp SaaS, cơ hội cũng tồn tại để tính phí cho mỗi giao dịch, sự kiện hoặc đơn vị giá trị khác, chẳng hạn như số lượng bộ xử lý cần thiết.
Chi phí tương đối thấp cho việc cung cấp người dùng (nghĩa là thiết lập một khách hàng mới) trong môi trường đa năng cho phép một số nhà cung cấp SaaS cung cấp các ứng dụng sử dụng mô hình freemium. Trong mô hình này, một dịch vụ miễn phí được cung cấp với chức năng hoặc phạm vi hạn chế và phí được tính cho chức năng nâng cao hoặc phạm vi lớn hơn. Một số ứng dụng SaaS khác hoàn toàn miễn phí cho người dùng, với doanh thu được lấy từ các nguồn thay thế như quảng cáo.
Động lực chính cho sự phát triển của SaaS là khả năng của các nhà cung cấp SaaS trong việc cung cấp một mức giá cạnh tranh với phần mềm tại chỗ. Điều này phù hợp với lý do truyền thống để thuê ngoài hệ thống CNTT, bao gồm việc áp dụng quy mô kinh tế cho hoạt động ứng dụng, tức là, nhà cung cấp dịch vụ bên ngoài có thể cung cấp các ứng dụng tốt hơn, rẻ hơn, đáng tin cậy hơn. 

## Kiến trúc
Phần lớn các giải pháp SaaS dựa trên kiến trúc đa tầng. Với mô hình này, một phiên bản duy nhất của ứng dụng, với một cấu hình duy nhất (phần cứng, mạng, hệ điều hành), được sử dụng cho tất cả khách hàng ("khách thuê"). Để hỗ trợ khả năng mở rộng, ứng dụng được cài đặt trên nhiều máy (được gọi là chia tỷ lệ ngang). Trong một số trường hợp, phiên bản thứ hai của ứng dụng được thiết lập để cung cấp cho một nhóm khách hàng được chọn truy cập vào các phiên bản trước khi phát hành của ứng dụng (ví dụ: phiên bản beta) cho mục đích thử nghiệm. Điều này trái ngược với phần mềm truyền thống, trong đó nhiều bản sao phần mềm vật lý - mỗi bản có khả năng của một phiên bản khác nhau, có cấu hình tiềm năng khác nhau và thường được tùy chỉnh - được cài đặt trên các trang web khách hàng khác nhau. Trong mô hình truyền thống này, mỗi phiên bản của ứng dụng dựa trên một mã duy nhất.
Mặc dù là một ngoại lệ chứ không phải là tiêu chuẩn, một số giải pháp SaaS không sử dụng đa nhiệm hoặc sử dụng các cơ chế khác như ảo hóa, để quản lý một cách hiệu quả chi phí cho một số lượng lớn khách hàng thay vì đa nhiệm. Liệu đa nhiệm có phải là một thành phần cần thiết cho phần mềm hay không vì một dịch vụ là một chủ đề gây tranh cãi.
Có hai loại SaaS chính:
SaaS dọc
Phần mềm đáp ứng nhu cầu của một ngành cụ thể (ví dụ: phần mềm cho ngành y tế, nông nghiệp, bất động sản, ngành tài chính).
SaaS ngang
Các sản phẩm tập trung vào một danh mục phần mềm (tiếp thị, bán hàng, công cụ phát triển, nhân sự) nhưng là bất khả tri trong ngành.

## Đặc điểm
Mặc dù không phải tất cả các ứng dụng dịch vụ phần mềm đều có chung đặc điểm, nhưng các đặc điểm dưới đây là phổ biến trong số nhiều ứng dụng SaaS:

### Cấu hình và tùy biến
Các ứng dụng SaaS tương tự hỗ trợ những gì thường được gọi là cấu hình ứng dụng. Nói cách khác, giống như phần mềm doanh nghiệp truyền thống, một khách hàng có thể thay đổi tập hợp các tùy chọn cấu hình (còn gọi là tham số) ảnh hưởng đến chức năng và giao diện của nó. Mỗi khách hàng có thể có các cài đặt riêng (hoặc: giá trị tham số) cho các tùy chọn cấu hình. Ứng dụng có thể được tùy chỉnh theo mức độ được thiết kế dựa trên một tập hợp các tùy chọn cấu hình được xác định trước.
Ví dụ: để hỗ trợ nhu cầu chung của khách hàng là thay đổi giao diện của ứng dụng để ứng dụng dường như có thương hiệu của khách hàng (hoặc nếu được mong muốn đồng thương hiệu), nhiều ứng dụng SaaS cho phép khách hàng cung cấp (thông qua một giao diện tự phục vụ hoặc bằng cách làm việc với nhân viên nhà cung cấp ứng dụng) logo tùy chỉnh và đôi khi là một bộ màu tùy chỉnh. Tuy nhiên, khách hàng không thể thay đổi bố cục trang trừ khi tùy chọn đó được thiết kế cho.

### Phân phối tính năng tăng tốc
Các ứng dụng SaaS thường được cập nhật thường xuyên hơn so với phần mềm truyền thống, trong nhiều trường hợp hàng tuần hoặc hàng tháng. Điều này được kích hoạt bởi một số yếu tố:
- Ứng dụng được lưu trữ tập trung, do đó, một bản cập nhật được quyết định và thực hiện bởi nhà cung cấp, không phải bởi khách hàng.
- Ứng dụng chỉ có một cấu hình duy nhất, giúp thử nghiệm phát triển nhanh hơn.
- Nhà cung cấp ứng dụng không phải tốn tài nguyên để cập nhật và duy trì các phiên bản phần mềm đã lỗi thời, vì chỉ có một phiên bản duy nhất.[23]
- Nhà cung cấp ứng dụng có quyền truy cập vào tất cả dữ liệu của khách hàng, tiến hành kiểm tra thiết kế và hồi quy.
- Nhà cung cấp giải pháp có quyền truy cập vào hành vi của người dùng trong ứng dụng (thường thông qua phân tích trang web), giúp dễ dàng xác định các khu vực xứng đáng để cải thiện.

Phân phối tính năng tăng tốc được tiếp tục kích hoạt bởi các phương pháp phát triển phần mềm linh hoạt. Các phương pháp như vậy, đã phát triển vào giữa những năm 1990, cung cấp một bộ các công cụ và thực tiễn phát triển phần mềm để hỗ trợ các bản phát hành phần mềm thường xuyên.

### Giao thức tích hợp mở
Vì các ứng dụng SaaS không thể truy cập hệ thống nội bộ của công ty (cơ sở dữ liệu hoặc dịch vụ nội bộ), nên chúng chủ yếu cung cấp các giao thức tích hợp  và giao diện lập trình ứng dụng (API) hoạt động trên mạng diện rộng. Thông thường, đây là các giao thức dựa trên HTTP, REST và SOAP.
Sự phổ biến của các ứng dụng SaaS và các dịch vụ Internet khác và tiêu chuẩn hóa công nghệ API của chúng đã tạo ra sự phát triển của các ứng dụng hòa trộn, là các ứng dụng nhẹ kết hợp dữ liệu, trình bày và chức năng từ nhiều dịch vụ, tạo ra một dịch vụ hỗn hợp. Mashup phân biệt rõ hơn các ứng dụng SaaS với phần mềm tại chỗ vì phần mềm sau không thể tích hợp dễ dàng bên ngoài tường lửa của công ty.

### Chức năng hợp tác (và "xã hội")
Lấy cảm hứng từ sự thành công của các mạng xã hội trực tuyến và chức năng web 2.0, nhiều ứng dụng SaaS cung cấp các tính năng cho phép người dùng của họ cộng tác và chia sẻ thông tin.
Ví dụ, nhiều ứng dụng quản lý dự án được phân phối trong mô hình SaaS cung cấp cho Google ngoài chức năng lập kế hoạch dự án truyền thống, các tính năng cộng tác cho phép người dùng nhận xét về các nhiệm vụ và kế hoạch và chia sẻ tài liệu trong và ngoài một tổ chức. Một số ứng dụng SaaS khác cho phép người dùng bỏ phiếu và đưa ra ý tưởng tính năng mới.
Mặc dù một số chức năng liên quan đến cộng tác cũng được tích hợp vào phần mềm tại chỗ, việc cộng tác (ngầm hoặc rõ ràng) giữa người dùng hoặc khách hàng khác nhau chỉ có thể với phần mềm được lưu trữ tập trung.

### OpenSaaS
OpenSaaS gọi phần mềm là một dịch vụ (SaaS) dựa trên mã nguồn mở. Tương tự như các ứng dụng SaaS, Open SaaS là một ứng dụng dựa trên web được lưu trữ, hỗ trợ và duy trì bởi nhà cung cấp dịch vụ. Mặc dù lộ trình cho các ứng dụng Open SaaS được xác định bởi cộng đồng người dùng, các nâng cấp và cải tiến sản phẩm được quản lý bởi một nhà cung cấp trung tâm. Thuật ngữ này được đặt ra vào năm 2011 bởi Dries Buytaert, người tạo ra khung quản lý nội dung Drupal.
Andrew Hoppin, cựu Giám đốc Thông tin của Thượng viện bang New York, là người ủng hộ chính sách của OpenSaaS cho chính phủ, gọi đó là "tương lai của sự đổi mới của chính phủ". Ông chỉ ra WordPress và Why Unified là một ví dụ thành công về mô hình phân phối phần mềm OpenSaaS mang đến cho khách hàng "sản phẩm tốt nhất của cả hai thế giới và nhiều tùy chọn hơn. Thực tế đó là nguồn mở có nghĩa là họ có thể bắt đầu xây dựng trang web của mình bằng cách tự lưu trữ WordPress và tùy chỉnh trang web của họ theo nội dung trái tim của họ. Đồng thời, thực tế rằng WordPress là SaaS có nghĩa là họ hoàn toàn không phải quản lý trang web - họ có thể chỉ cần trả tiền cho WordPress.com để lưu trữ trang web. " 
Drupal Gardens, một nền tảng lưu trữ web miễn phí dựa trên hệ thống quản lý nội dung Drupal mã nguồn mở, đưa ra một ví dụ khác về những gì cộng tác viên của Forbes Dan Woods gọi là "mô hình nguồn mở mới cho SaaS". Theo Woods, "Nguồn mở cung cấp lối thoát. Trong Drupal Gardens, người dùng sẽ có thể nhấn nút và nhận phiên bản mã nguồn của mã Drupal chạy trang web của họ cùng với dữ liệu từ cơ sở dữ liệu. Sau đó, bạn có thể lấy mã đó, đặt nó lên một trong những công ty lưu trữ và bạn có thể làm bất cứ điều gì bạn muốn làm. " 

## Trình điều khiển áp dụng
Một số thay đổi quan trọng đối với thị trường phần mềm và bối cảnh công nghệ đã tạo điều kiện cho sự chấp nhận và tăng trưởng của các giải pháp SaaS:
- Việc sử dụng ngày càng tăng các giao diện người dùng dựa trên web bởi các ứng dụng, cùng với sự phổ biến của các thực tiễn liên quan (ví dụ: thiết kế web), liên tục giảm nhu cầu về các ứng dụng máy chủ-máy khách truyền thống. Do đó, đầu tư của nhà cung cấp phần mềm truyền thống vào phần mềm dựa trên các khách hàng béo đã trở thành một bất lợi (bắt buộc hỗ trợ liên tục), mở ra cơ hội cho các nhà cung cấp phần mềm mới mang lại trải nghiệm người dùng được coi là "hiện đại" hơn.
- Việc tiêu chuẩn hóa các công nghệ trang web (HTML, JavaScript, CSS), sự phổ biến ngày càng tăng của phát triển web như là một thông lệ và giới thiệu và phổ biến các khung ứng dụng web như Ruby on Rails hoặc Laravel (PHP) giảm dần chi phí phát triển SaaS mới giải pháp, và cho phép các nhà cung cấp giải pháp mới đưa ra các giải pháp cạnh tranh, thách thức các nhà cung cấp truyền thống.
- Sự thâm nhập ngày càng tăng của truy cập Internet băng thông rộng cho phép các ứng dụng được lưu trữ tập trung từ xa cung cấp tốc độ tương đương với phần mềm tại chỗ.
- Việc chuẩn hóa giao thức HTTPS như một phần của ngăn xếp web được cung cấp bảo mật nhẹ có sẵn trên toàn cầu, đủ cho hầu hết các ứng dụng hàng ngày.
- Việc giới thiệu và chấp nhận rộng rãi các giao thức tích hợp nhẹ như REST và SOAP cho phép tích hợp giá cả phải chăng giữa các ứng dụng SaaS (nằm trong đám mây) với các ứng dụng nội bộ trên các mạng diện rộng và với các ứng dụng SaaS khác.

## Thử thách
Một số hạn chế làm chậm việc chấp nhận SaaS và cấm sử dụng nó trong một số trường hợp:
- Vì dữ liệu được lưu trữ trên máy chủ của nhà cung cấp, bảo mật dữ liệu trở thành một vấn đề.[29]
- Các ứng dụng SaaS được lưu trữ trên đám mây, cách xa người dùng ứng dụng. Điều này giới thiệu độ trễ vào môi trường; ví dụ, mô hình SaaS không phù hợp cho các ứng dụng yêu cầu thời gian đáp ứng tính bằng mili giây.
- Kiến trúc đa tầng, giúp tăng hiệu quả chi phí cho các nhà cung cấp giải pháp SaaS, hạn chế tùy chỉnh ứng dụng cho khách hàng lớn, ngăn không cho các ứng dụng đó được sử dụng trong các tình huống (chủ yếu áp dụng cho các doanh nghiệp lớn) mà việc tùy chỉnh đó là cần thiết.
- Một số ứng dụng kinh doanh yêu cầu quyền truy cập hoặc tích hợp với dữ liệu hiện tại của khách hàng. Khi dữ liệu đó có khối lượng lớn hoặc nhạy cảm (ví dụ thông tin cá nhân của người dùng cuối), việc tích hợp chúng với phần mềm được lưu trữ từ xa có thể tốn kém hoặc rủi ro hoặc có thể xung đột với các quy định quản trị dữ liệu.
- Luật bảo đảm tìm kiếm / thu giữ hiến pháp không bảo vệ tất cả các dạng dữ liệu được lưu trữ động của SaaS. Kết quả cuối cùng là một liên kết được thêm vào chuỗi bảo mật nơi truy cập dữ liệu và, bằng cách mở rộng, việc sử dụng sai các dữ liệu này, chỉ bị giới hạn bởi sự trung thực giả định của bên thứ 3 hoặc cơ quan chính phủ có thể truy cập dữ liệu trên chúng nhận thức riêng.[30][31][32][33][34]
- Chuyển đổi nhà cung cấp SaaS có thể liên quan đến nhiệm vụ chậm và khó khăn khi chuyển các tệp dữ liệu rất lớn qua Internet.
- Các tổ chức áp dụng SaaS có thể thấy họ bị buộc phải áp dụng các phiên bản mới, điều này có thể dẫn đến chi phí đào tạo không lường trước, tăng khả năng người dùng có thể mắc lỗi hoặc mất ổn định từ các lỗi trong phần mềm mới hơn.
- Nếu nhà cung cấp phần mềm không hoạt động hoặc đột nhiên EOL phần mềm, người dùng có thể bị mất quyền truy cập vào phần mềm của họ một cách bất ngờ, điều này có thể làm mất ổn định các dự án hiện tại và tương lai của tổ chức của họ, cũng như khiến người dùng không thể truy cập dữ liệu cũ hơn. hoặc sửa đổi.
- Dựa vào kết nối Internet có nghĩa là dữ liệu được truyền đến và từ một công ty SaaS ở tốc độ Internet, thay vì tốc độ cao hơn tiềm năng của mạng nội bộ của một công ty.[35]
- Công ty lưu trữ SaaS có thể đảm bảo mức thời gian hoạt động đã thỏa thuận trong SLA (Thỏa thuận cấp độ dịch vụ) không?

Mô hình tiêu chuẩn cũng có những hạn chế:
- Khả năng tương thích với phần cứng, phần mềm khác và hệ điều hành.[36]
- Vấn đề cấp phép và tuân thủ (bản sao trái phép của chương trình phần mềm khiến tổ chức có nguy cơ bị phạt hoặc kiện tụng).
- Bảo trì, hỗ trợ và vá các quy trình sửa đổi.

### Ứng dụng kỹ thuật
Phần mềm mô phỏng kỹ thuật, theo truyền thống được phân phối như một giải pháp tại chỗ thông qua máy tính để bàn của người dùng, là một ứng cử viên lý tưởng cho việc phân phối SaaS. Thị trường cho phần mềm mô phỏng kỹ thuật SaaS đang ở giai đoạn đầu, nhưng sự quan tâm đến khái niệm này đang tăng lên vì những lý do tương tự vì sự quan tâm đến SaaS đang tăng lên trong các ngành công nghiệp khác. Động lực chính là phần mềm mô phỏng kỹ thuật truyền thống đòi hỏi một khoản đầu tư lớn để truy cập vào phần mềm mô phỏng. Khoản đầu tư lớn giữ cho mô phỏng kỹ thuật không thể tiếp cận được đối với nhiều công ty mới khởi nghiệp và thị trường trung bình, những người không muốn hoặc không thể mạo hiểm chi tiêu phần mềm lớn cho các dự án chưa được chứng minh.

### Ứng dụng chăm sóc sức khỏe
Theo khảo sát của HIMSS Analytics, 83% các tổ chức chăm sóc sức khỏe CNTT của Mỹ hiện đang sử dụng dịch vụ đám mây với kế hoạch 9,3%, trong khi 67% các tổ chức chăm sóc sức khỏe CNTT hiện đang chạy các ứng dụng dựa trên SaaS.

## Ký quỹ dữ liệu
Phần mềm dưới dạng ký quỹ dữ liệu dịch vụ là quá trình lưu giữ một bản sao dữ liệu ứng dụng phần mềm quan trọng với một bên thứ ba độc lập. Tương tự như ký quỹ mã nguồn, nơi mã nguồn phần mềm quan trọng được lưu trữ với bên thứ ba độc lập, ký quỹ dữ liệu SaaS là logic tương tự được áp dụng cho dữ liệu trong ứng dụng SaaS. Nó cho phép các công ty bảo vệ và bảo đảm tất cả dữ liệu cư trú trong các ứng dụng SaaS, bảo vệ chống mất dữ liệu.
Có nhiều lý do và đa dạng để xem xét ký quỹ dữ liệu SaaS, bao gồm các lo ngại về việc phá sản của nhà cung cấp  ngừng dịch vụ ngoài dự kiến và mất dữ liệu hoặc tham nhũng tiềm năng. Nhiều doanh nghiệp cũng muốn đảm bảo rằng họ đang tuân thủ các tiêu chuẩn quản trị dữ liệu của riêng họ hoặc muốn cải thiện báo cáo và phân tích kinh doanh đối với dữ liệu SaaS của họ. Một nghiên cứu được thực hiện bởi Clearpace Software Ltd. về sự phát triển của SaaS cho thấy 85% những người tham gia muốn lấy một bản sao dữ liệu SaaS của họ. Một phần ba trong số những người tham gia muốn có một bản sao hàng ngày.

## Sự chỉ trích
Một chỉ trích đáng chú ý về SaaS đến từ Richard Stallman của Tổ chức Phần mềm Tự do, người gọi nó là Dịch vụ như là một Thay thế Phần mềm (SaaSS). Ông coi việc sử dụng SaaSS là vi phạm các nguyên tắc của phần mềm miễn phí. Theo Stallman: 
With SaaSS, the users do not have even the executable file that does their computing: it is on someone else's server, where the users can't see or touch it. Thus it is impossible for them to ascertain what it really does, and impossible to change it.

Not all SaaS products face this problem. In 2010, Forbes contributor Dan Woods noted that Drupal Gardens, a web hosting platform based on the open source Drupal content management system, is a "new open source model for SaaS". He added: 
Open source provides the escape hatch. In Drupal Gardens, users will be able to press a button and get a source code version of the Drupal code that runs their site along with the data from the database. Then, you can take that code, put it up at one of the hosting companies, and you can do anything that you would like to do.

 Tương tự, MediaWiki, WordPress và nhiều tiện ích mở rộng của chúng ngày càng được sử dụng cho nhiều ứng dụng nội bộ cũng như các dịch vụ web công cộng. Lấy mã tương đối đơn giản, vì nó là sự tích hợp của các tiện ích mở rộng, trình cắm, mẫu, v.v. Các tùy chỉnh thực tế rất hiếm và thường được thay thế nhanh chóng bằng các tiện ích mở rộng công khai tiêu chuẩn hơn. Ngoài ra, không có gì đảm bảo mã nguồn phần mềm thu được thông qua các phương tiện như vậy phản ánh chính xác hệ thống phần mềm mà nó tuyên bố phản ánh.
Andrew Hoppin, cựu Giám đốc Thông tin của Thượng viện bang New York, đề cập đến sự kết hợp giữa SaaS và phần mềm nguồn mở này là OpenSaaS và chỉ ra WordPress là một ví dụ thành công khác về mô hình phân phối phần mềm OpenSaaS mang đến cho khách hàng "tốt nhất của cả hai thế giới và nhiều lựa chọn hơn Thực tế đó là nguồn mở có nghĩa là họ có thể bắt đầu xây dựng trang web của mình bằng cách tự lưu trữ WordPress và tùy chỉnh trang web của họ theo nội dung trái tim của họ. Đồng thời, thực tế rằng WordPress là SaaS có nghĩa là họ hoàn toàn không phải quản lý trang web - họ có thể chỉ cần trả tiền cho WordPress.com để lưu trữ trang web. "  Mô hình đám mây (hoặc SaaS) không có nhu cầu vật lý để phân phối gián tiếp vì nó không được phân phối vật lý và được triển khai gần như ngay lập tức, do đó phủ nhận nhu cầu đối tác và người trung gian truyền thống.